# 3 Brygada AL im. gen. Józefa Bema
3 Brygada Armii Ludowej im. generała Józefa Bema – brygada partyzancka Armii Ludowej prowadząca działania bojowe głównie przeciw reżimowi III Rzeszy, wspierała również radzieckie grupy wywiadowczo-dywersyjne.
Elementem charakterystycznym brygady (choć noszonym od maja/czerwca 1944 r. przez zaledwie 80 żołnierzy) była noszona na lewym ramieniu (z perspektywy pierwszej osoby) czerwona tarcza z białą obwódką, z białym orzełkiem bez korony w środku mającym na tarczy amazonek wyhaftowane czerwone litery AL.

## Historia jednostki
28 maja 1943 roku został utworzony Oddział Gwardii Ludowej im. gen. J. Bema, którym dowodził podporucznik Władysław Matuszewski ps. „Józek”. W 1943 oddział przeformowano na 3 Batalion GL im. Józefa Bema, a we wrześniu 1944 została utworzona brygada, której trzon stanowiła ta jednostka, dowództwo nad nią objął dowódca 9 Okręgu AL (Częstochowskiego) kpt. Bolesław Boruta „Hanicz”. Liczyła 531 partyzantów (stan na 10 września 1944).
13 października 1943 roku oddział GL im. J. Bema rozbroił posterunek granatowej policji w Skotnikach, a na drugi dzień taką samą akcję przeprowadzono w Paradyżu. Oddział liczył wtedy 64 partyzantów, dysponował 1 ręcznym karabinem maszynowym, 60 karabinami, 9 fuzjami i 11 pistoletami. 24 października 1943 r. partyzanci stoczyli zwycięską bitwę z Niemcami na Diablej Górze.
17 kwietnia 1944 żołnierze batalionu rozkręcili koło Kamieńska tory na linii Piotrków-Częstochowa, powodując kilkugodzinną przerwę w ruchu. W okresie od 15 kwietnia do 1 maja wykonano kilka akcji na posterunki i niewielkie oddziały hitlerowskie, na przejeżdżające pojedyncze samochody wojskowe, urzędy gminne, zdobywając kilkanaście sztuk broni. W akcji na posterunek ochrony stacji Gorzkowice 29 kwietnia został zdobyty pierwszy pistolet maszynowy w batalionie.
Spod Teklinowa batalion odskoczył na południe do lasów koło Złotego Potoku. Kontynuowano tam akcje na posterunki okupanta: 27 czerwca zniszczono wartownie w Juliance, 18 lipca opanowano Przyrów, w którym rozbrojono policjantów. Mniejsze grupy wykonały kilka zasadzek na przejeżdżające samochody okupanta. Jedna z nich 27 lipca spaliła most drogowy na moście na Pilicy w Maluszynie. Partyzanci ścięli także 150 słupów telefonicznych przerywając połączenia między Radomskiem, Częstochową a Włoszczową. W tym czasie batalion liczył ponad 100 partyzantów, którzy uzbrojeni byli w kilkanaście pistoletów maszynowych.
W okresie 19–21 sierpnia zniszczono most na szosie Radomsko-Przedbórz i kolejowy most na tym samym odcinku, pod Kamieńskiem. Pod Raczkowicami zaatakowano samochód ciężarowy przewożący hitlerowców (zginęło 11, kilku zostało rannych). Wysadzając 27 sierpnia koło Teklinowa transport wojskowy przerwano ruch na magistrali Warszawa-Częstochowa na całą dobę.
W daniach 12–13 września 1944 brygada stoczyła bitwę pod Ewiną z oddziałami niemieckimi i Korpusem Kawalerii Kałmuckiej (mylony z wieloma innymi oddziałami wschodnimi, w tym Brygadą RONA). Korpus w lipcu 1944 pojawił się na Kielecczyźnie. Ryszard Nuszkiewicz (cichociemny, oficer batalionu AK „Skała”, który 11 września walczył z oddziałami niemieckimi i wschodnimi pod Złotym Potokiem, tj. 30 km na południe od Ewiny) wspominał w swej książce „Uparci” o „sotniach kozaków”, natomiast w Brygadzie RONA nie było kawalerii, więc nie mogła ona walczyć pod Ewiną). Brygadzie udało się wydostać z okrążenia i przedostać do lasów pod miasteczkiem Kruszyna, ranny został m.in. mjr Hanicz. Po bitwie pod Ewiną udało się zebrać rozproszone, choć nie zniszczone oddziały. Od tego momentu poszczególne bataliony brygady zaczęły stacjonować oddzielnie. 1 i nowy utworzony 4 batalion pozostały w powiecie radomszczańskim utrzymując ze sobą łączność. 2 baon wyruszył do powiatu piotrkowskiego, a trzeci przeszedł do południowej części okręgu częstochowsko-piotrkowskiego do lasów koło Złotego Potoku.
23 września 4 baon wraz z pobliskim oddziałem radzieckim mjr. Michaiła Głumowa zostały okrążone w rejonie Jackowa i Silnicy. Po całodziennym boju z przeważającym wrogiem partyzanci wydostali się z okrążenia ponosząc ciężkie straty (50 poległych w 4 baonie, 30 w oddziale Głumowa). Po tej potyczce partyzanci przeszli do 1 baonu. Pod Ewiną 30 września odebrano zrzuty z zaopatrzeniem, w lasach lubieńskich nastąpiło to 28 września i 26 października. Dzięki radiostacjom utrzymywano kontakt z Naczelnym Dowództwem WP(NDWP). 
6 października hitlerowcy okrążyli 2 baon w lasach lubieńskich ("unternehmen Oktoberfest"). Pomimo ścisłego okrążenia terenu i ciągłego jego oświetlania, alowcom udało się znaleźć wyrwę w okrążeniu i wyjść z niego bez walki i strat.
W drugiej połowie września i w październiku 1 i 2 batalion rozwinęły intensywną działalność dywersyjną, głównie na linii Koluszki-Częstochowa, którą na odcinku Piotrków-Radomsko przerwano 14 razy, a na odcinku Radomsko-Częstochowa 8 razy. W końcu października 1 baon (powiat radomszczański) liczył ok. 130 żołnierzy, 2 baon (powiat piotrkowski i opoczyński - 70 ludzi, oddział ppor. Jacka Świerkota (powiat zawierciański) - ok. 30 ludzi, oddziały radzieckie mjr. Głumowa (80 ludzi) i starszyny P. Sopatowa (ok. 60 ludzi).
26 grudnia kilku ludzi z 3 Brygady wraz z dowódcą dokonało udanego zamachu w Radomsku na słynącego z okrucieństwa dowódcy tamtejszej żandarmerii, oberwachtmeistera Dehna.
W 1944 3 Brygada AL im. gen. Józefa Bema została odznaczona Orderem Krzyża Grunwaldu III klasy za udział w walce z okupantem.

## Skład[10]
Brygada liczyła 531 (10 września 1944 r.) partyzantów. W jej skład prócz batalionu AL im. Józefa Bema weszły oddziały BCh Antoniego Roguli ps. „Wiktor”, OW PPS Zygmunta Łęgowika ps. „Brzeszczot”, SOB Czesława Grajka ps. „Wiktor” i grupa 12 skoczków z Polskiego Batalionu Specjalnego.
Dowódca:
- kpt./mjr Bolesław Boruta ps. „Hanicz”

1 batalion:
- Dowódca:
  - por. Czesław Kubik ps. „Paweł”

2 Batalion:
- Dowódca:
  - por. Jerzy Stelak ps. „Kruk”

3 Batalion:
- Dowódca:
  - por. Bruno Skuteli ps. „Zygfryd”

W  połowie października batalion odłączono z brygady i skierowano do Obwodu IV Krakowskiego na Podhale, gdzie w rejonie Turbacza działał pod nazwą Samodzielny Oddział Armii Ludowej „Za Wolną Ojczyznę”.
4 Batalion:
- Dowódca:
  - por. Bronisław Stachowski ps. „Rezanow”, „Kwiatek”

Batalion złożony ze zbiegłych z niewoli niemieckiej jeńców radzieckich oraz dezerterów z ostlegionów i wschodnich formacji pomocniczych przy armii niemieckiej tzw. hiwisów  a także oddziału mjr Głumowa, który przybył do bemowiaków z północnej Lubelszczyzny w lipcu 1944 r.. W końcu października odłączył się od brygady, wchodząc w skład sowieckiego oddziału mjr Michaiła Głumowa ps. „Gora”.